# Matt Paradis
(en) Statistiques sur pro-football-reference
Matthew « Matt » Paradis, né le 12 octobre 1989 à Council en Idaho, est un joueur professionnel américain de football américain évoluant en National Football League (NFL).
Il joue au poste de centre pour les franchises des Broncos de Denver et des Panthers de la Caroline entre 2014 et 2021. Il est un agent libre.

## Biographie
Paradis joue au football américain au niveau universitaire avec les Broncos de Boise State. Il débute son parcours avec l'équipe comme un walk-on sur la ligne défensive. Lors de son année sophomore, il fait la transition vers le centre. Après cinq saisons avec l'équipe, il est drafté en 2014 au sixième tour par les Broncos de Denver devenant le premier joueur de Boise State drafté par l'équipe depuis Ryan Clady en 2008. Il rejoint alors les centres Manny Ramirez (en) et Will Montgomery (en) à Denver.
Lors de sa première saison, il ne joue que dans l'équipe d'entraînement de l'équipe. Cependant, lors de sa deuxième saison il devient le titulaire à la position. Son passage à Denver est marqué à la fois par la victoire au Super Bowl 50, mais aussi par de nombreuses blessures à la hanche et au fibula. Ceci mène l'équipe à ne pas resigner Paradis en 2018 bien qu'il soit classé deuxième meilleur joueur à sa position cette année par Pro Football Focus. L'équipe le remplace alors avec Connor McGovern. Il signe alors avec les Panthers de la Caroline pour trois années, avec un salaire moyen de neuf millions de dollars par année. Il remplace Ryan Kalil. À la fin de ce contrat, il n'est pas retenu par l'équipe et doit se faire opérer au ligament croisé antérieur.